# Новокайпаново
Новокайпа́ново (рос. Новокайпаново, башк. Яңы Ҡайпан) — село у складі Татишлинського району Башкортостану, Росія. Входить до складу Буль-Кайпановської сільської ради.
Населення — 485 осіб (2010; 524 у 2002).
Національний склад:
- башкири — 93 %